# Coupe d'Allemagne de patinage artistique 2004
Navigation
Édition précédente
La Coupe d'Allemagne était une compétition internationale de patinage artistique qui se déroulait en Allemagne au cours de l'automne, entre 1986 et 2004. Elle accueillait des patineurs amateurs de niveau senior dans quatre catégories: simple messieurs, simple dames, couple artistique et danse sur glace. En 2004, son nom officiel était Bofrost Cup on Ice (Coupe Bofrost sur glace, en français).
La dix-huitième et dernière Coupe d'Allemagne est organisée du 26 au 28 novembre 2004 à Gelsenkirchen, le même week-end que la coupe de Russie 2004. Comme la précédente édition, le programme court des catégories individuelles et des couples artistiques est remplacé par une compétition de sauts ; et pour les danseurs sur glace, la compétition des danses imposées n'est pas patinée. 

## Résultats

### Messieurs
| Rang | Nom               | Pays       | Points | Comp. de sauts | Comp. de sauts | Programme libre | Programme libre |
| ---- | ----------------- | ---------- | ------ | -------------- | -------------- | --------------- | --------------- |
| 1    | Stefan Lindemann  | Allemagne  | 157.92 | 1              | 36.61          | 1               | 121.31          |
| 2    | Ben Ferreira      | Canada     | 147.41 | 2              | 26.57          | 2               | 120.84          |
| 3    | Matthew Savoie    | États-Unis | 143.20 | 3              | 25.83          | 3               | 117.37          |
| 4    | Samuel Contesti   | France     | 127.83 | 4              | 25.10          | 5               | 102.73          |
| 5    | Stanick Jeannette | France     | 121.27 | 6              | 13.70          | 4               | 107.57          |
| 6    | Silvio Smalun     | Allemagne  | 108.19 | 5              | 19.23          | 6               | 88.96           |

### Dames
| Rang | Nom                | Pays       | Points | Comp. de sauts | Comp. de sauts | Programme libre | Programme libre |
| ---- | ------------------ | ---------- | ------ | -------------- | -------------- | --------------- | --------------- |
| 1    | Jane Bugaeva       | États-Unis | 120.16 | 2              | 32.76          | 1               | 87.40           |
| 2    | Constanze Paulinus | Allemagne  | 109.29 | 3              | 28.16          | 2               | 81.13           |
| 3    | Annie Bellemare    | Canada     | 107.97 | 1              | 33.40          | 3               | 74.57           |
| 4    | Kristin Wieczorek  | Allemagne  | 92.74  | 5              | 21.50          | 4               | 71.24           |
| 5    | Denise Zimmermann  | Allemagne  | 86.15  | 4              | 21.64          | 5               | 64.51           |

### Couples
| Rang | Nom                                    | Pays       | Points | Comp. de sauts | Comp. de sauts | Programme libre | Programme libre |
| ---- | -------------------------------------- | ---------- | ------ | -------------- | -------------- | --------------- | --------------- |
| 1    | Viktoria Borzenkova / Andrei Chuvilaev | Russie     | 141.12 | 1              | 32.33          | 1               | 108.79          |
| 2    | Valérie Marcoux / Craig Buntin         | Canada     | 126.00 | 2              | 30.43          | 2               | 95.57           |
| 3    | Rebecca Handke / Daniel Wende          | Allemagne  | 122.40 | 3              | 28.10          | 3               | 94.30           |
| 4    | Eva-Maria Fitze / Rico Rex             | Allemagne  | 103.70 | 4              | 25.40          | 6               | 78.30           |
| 5    | Nicole Nönnig / Matthias Bleyer        | Allemagne  | 98.84  | 5              | 17.00          | 4               | 81.84           |
| 6    | Marcy Hinzmann / Aaron Parchem         | États-Unis | 96.54  | 6              | 16.57          | 5               | 79.97           |

### Danse sur glace
| Rang | Nom                                     | Pays        | Points | Danse originale | Danse originale | Danse libre | Danse libre |
| ---- | --------------------------------------- | ----------- | ------ | --------------- | --------------- | ----------- | ----------- |
| 1    | Albena Denkova / Maxim Staviski         | Bulgarie    | 167.28 | 1               | 62.03           | 1           | 105.25      |
| 2    | Isabelle Delobel / Olivier Schoenfelder | France      | 163.96 | 2               | 60.33           | 2           | 103.63      |
| 3    | Ekaterina Rubleva / Ivan Shefer         | Russie      | 137.85 | 4               | 49.05           | 3           | 88.80       |
| 4    | Megan Wing / Aaron Lowe                 | Canada      | 136.80 | 3               | 49.27           | 4           | 87.53       |
| 5    | Pamela O'Connor / Jonathon O'Dougherty  | Royaume-Uni | 130.92 | 5               | 48.55           | 5           | 82.37       |
| 6    | Christina Beier / William Beier         | Allemagne   | 122.30 | 6               | 43.70           | 6           | 78.60       |
| 7    | Kate Slattery / Chuen Gun Lee           | États-Unis  | 111.81 | 7               | 43.22           | 7           | 68.59       |
| 8    | Judith Haunstetter / Arne Hönlein       | Allemagne   | 104.56 | 8               | 38.43           | 8           | 66.13       |

## Source
- (en) Résultats de la Bofrost Cup on Ice 2004 sur le site de l'International Skating Union